# Rycerka (przystanek kolejowy)
Rycerka – przystanek kolejowy z ładownią w Rycerce Dolnej, w województwie śląskim, w Polsce.

## Ruch pasażerski
| Rok  | Wymiana pasażerska na dobę |
| ---- | -------------------------- |
| 2017 | 20-49                      |
| 2022 | 50-99                      |

## Turystyka
W Rycerce swój początek ma szlak  wokół Worka Raczańskiego.